# Bill Gregory
William Penn Gregory Jr. (Galveston, 10 febbraio 1940) è un ex giocatore di football americano statunitense che ha giocato nel ruolo di defensive lineman nella National Football League (NFL).

## Carriera professionistica

### Dallas Cowboys
Gregory fu scelto dai Dallas Cowboys dell'allenatore Tom Landry nel corso del terzo giro (77º assoluto) del Draft NFL 1971. Giocò principalmente come riserva di alcuni dei più grandi difensori della storia dei Cowboys: Bob Lilly, Jethro Pugh, George Andrie, Larry Cole, Randy White, Harvey Martin e Ed "Too Tall" Jones.
Nel 1975 e 1976 disputò sei gare come titolare. Un infortunio al ginocchio lo rallentò all'inizio della stagione 1977 ma riuscì a disputare come titolare le ultime due gare della stagione regolare e a comparire nel Super Bowl XII.
Il 29 agosto 1978, Gregory fu scambiato, assieme a una scelta del terzo giro, coi Seattle Seahawks per una scelta del terzo e del sesto giro. I Cowboys finirono con lo scegliere Doug Cosbie con la scelta del terzo giro mentre i Seahawks cedettero la terza scelta che avevano ricevuto ai San Francisco 49ers che selezionarono Joe Montana.

### Seattle Seahawks
Nel 1978, i Seattle Seahawks nominarono Gregory defensive end destro titolare e questi rispose con l'allora record di franchigia di 9 sack, oltre che 65 tackle. L'anno seguente terminò con 6,5 sack e 64 tackle. Fu svincolato il 17 agosto 1981 dopo avere disputato 46 partite per Seattle, di cui 43 come titolare.

## Palmarès

### Franchigia
- Super Bowl : 2

Dallas Cowboys: VI, XII
- National Football Conference Championship: 3

Dallas Cowboys: 1971, 1975, 1977

## Statistiche
| Partite totali      | 142 |
| Partite da titolare | 63  |
| Intercetti          | 2   |